# Eddie Calvo

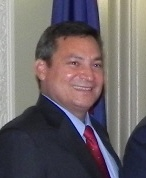
Eddie Calvo (2011)

Eddie Baza Calvo (* 29. August 1961 in Tamuning, Guam) ist ein US-amerikanischer Politiker der Republikanischen Partei aus Guam.
Sein Vater ist der ehemalige Gouverneur von Guam, Paul McDonald Calvo. Calvo studierte nach seiner Schulzeit in Guam Wirtschaftswissenschaften an der Notre Dame de Namur University in Belmont, Kalifornien. Nach seinem Studium arbeitete er in der Privatwirtschaft als Generalmanager des Unternehmens Pacific Construction Company und danach als Vizepräsident und Generalmanager der Pepsi Bottling Company in Guam.
Am 2. November 2010 gewann Calvo die Gouverneurswahlen in Guam gegen den ehemaligen demokratischen Amtsinhaber Carl T.C. Gutierrez. Im Januar 2011 folgte er Felix Perez Camacho im Amt des Gouverneurs. Sein Vizegouverneur ist Ray Tenorio. Im Jahr 2014 wurde Calvo in seinem Amt bestätigt. Damit konnte er eine weitere vierjährige Amtszeit antreten.
Calvo ist mit Christine Lujan Sonido verheiratet und hat sechs Kinder.